# سومالی
سومالی (به سومالیایی: Soomaaliya، صومالِیَ)، با نام رسمی جمهوری فدرال سومالی (به سومالیایی: Jamhuuriyadda Federaalka Soomaaliya، جَمْهورِیَدْدَ فِّدِّرالْکَ صومالِیَ) کشور مستقلی است که در منطقه شاخ آفریقا در شرق آفریقا واقع شده‌است و پایتخت آن موگادیشو است. این کشور، قبلاً با نام «جمهوری دموکراتیک سومالی» شناخته می‌شد. ۹۸٪ از مردم این کشور مسلمان (سنی شافعی) و بقیه از ادیان گوناگون هستند.
سومالی از شمال غربی با جیبوتی و از غرب و شمال با اتیوپی و از جنوب غربی با کنیا مرز مشترک دارد.
همچنین سومالی از شمال به خلیج عدن و اقیانوس هند در شرق محدود می‌گردد. این کشور، دارای طولانی‌ترین خط ساحلی در میان کشورهای واقع در سرزمین اصلی آفریقاست. زبان‌های رسمی سومالی، سومالیایی هستند.
هم‌اکنون حاکمیت سومالی منحصراً در حد حقوق قانونی قرار داشته و این کشور فاقد حاکمیت دولت مرکزی به رسمیت شناخته شده بوده و از هرگونه شاخص‌های مرتبط با دولت مستقل ثابت محروم است. مقامات غیررسمی در اختیار دولت‌های نهادی غیر منتخب مناطق سومالی لند، پانتلند، اتحادیه محاکم شریعت اسلامی و دولت انتقالی موقت ضعیف ولی مورد قبول سازمان ملل متحد مستقر در شهر بایدوا واقع در حدود ۲۵۰ کیلومتری شمال غرب پایتخت، موگادیشو قرار دارد. خشونت، مانند آفتی کشنده سومالی را از زمان جنگ‌های داخلی برآمده از اخراج دیکتاتور پیشین در سال ۱۹۹۱ فرا گرفته‌است.

## تاریخ
استقلال از سلطه قیمومیت انگلیسی سومالی‌لند پادشاهی انگلستان در مورخ ۲۶ ژوئن سال ۱۹۶۰ اعلام گردید. در تاریخ ۱ ژوئیه سال ۱۹۶۰، اتحاد انگلیسی و سومالی‌لند ایتالیائی سابق بوقوع پیوست.
در این زمان دولت توسط عبداللهی عیسی شکل گرفته و عادن عبدالله عثمان دار به عنوان رئیس‌جمهور سومالی و عبد الرشید علی شرماکه به عنوان نخست‌وزیر سومالی انتخاب گردیدند. بعدها در سال ۱۹۶۷، محمد ابراهیم ایگال در دولت تعیین شده توسط عبد الرشید علی شرماکه به نخست‌وزیری رسید. ایگال بعداً به عنوان رئیس‌جمهور در دولت خود-اظهار مستقل سومالی لند انتخاب شد. او در مورخه ۳ مه ۲۰۰۲ در بیمارستانی در پرتوریا درگذشت.
در اواخر سال ۱۹۶۹، و به‌دنبال قتل شرماکه، کسی که از سال ۱۹۶۷ -: ۱۹۶۹ به عنوان رئیس‌جمهور انتخاب و فعالیت نموده بود، یک دولت نظامی قدرت را به‌دست گرفت. در سال ۱۹۶۹ و در پی وقوع یک کودتا، محمد زیادباره، یک ژنرال نیروهای مسلح، ریاست جمهوری را برعهده گرفت. رهبران انقلابی ارتش به سرکردگی زیادباره اقدام به ایجاد فعالیت‌های گسترده عمومی نمودند. آن‌ها همچنین اقدام به اجرای موفق طرح سواد آموزی در مناطق شهری و روستائی نموده که بنحو شگفت‌آوری نرخ باسوادان را از ۵٪ به ۵۵٪ در اواسط دهه ۱۹۸۰ ارتقاء داد.

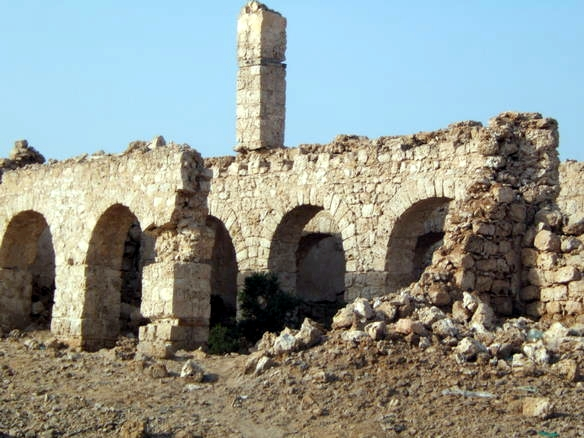
خرابه‌های سلطنت ادل در زیلای سومالی

در همین زمان، باره یک فرد شاخص کابینه خود بنام سرلشکر گبیر و دو تن دیگر از مقام‌های رسمی را به قتل رسانید. از سال ۱۹۷۷ جنگ‌های داخلی متناوب به بخشی از واقعیات حیات سومالی تبدیل شده‌اند. در سال ۱۹۹۱، اولین گروه شورشی به رهبری عبداللهی یوسف احمد، رهبر (اس اس دی اف) به وجود آمده و حکومت رئیس‌جمهور علی مهدی محمد توسط برخی از جناح‌ها به عنوان رئیس‌جمهور موقت به رسمیت شناخته نگردید. در همان سال، بخش شمالی کشور استقلال خود به عنوان سومالی لند را اظهار نمود؛ اگرچه این استقلال غیررسمی و در مقایسه با منطقه پر آشوب جنوب دارای ثبات نسبی بود، ولی توسط هیچ‌یک از سازمان‌های بین‌المللی پذیرفته نگردید.
در فاصله سال‌های ۱۹۹۱ و ۱۹۹۲، یک شکاف در کنگره متحد سومالی، که تلاش هائی را در جهت خلع ید باره انجام داده بود، باعث بروز جنگ داخلی به ویژه در منطقه موگادیشو گردید.
در سال ۱۹۹۳ و به‌دنبال عدم موفقیت عملیات امید برگشت یک تلاش دو ساله از سوی سازمان ملل متحد (ابتدا در مناطق جنوبی) آغاز گردید که توانست وضعیت زنان را بهبود بخشد.

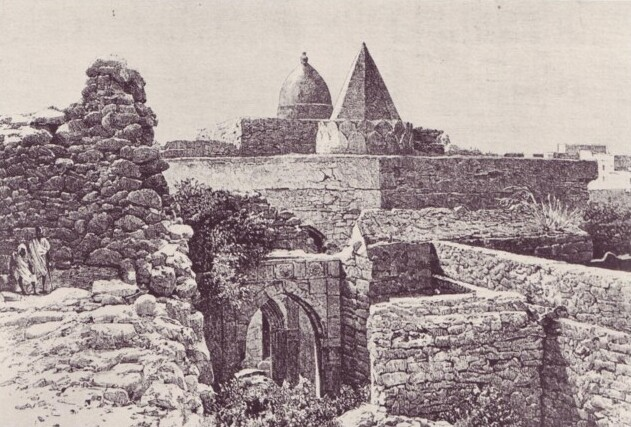
مسجد فخرالدین.

نیروهای سازمان ملل متحد شامل نیروی ویژه (Delta Force) ایالات متحده آمریکا که ۱۹ نفر از آن‌ها در جریان هدف قرار گرفتن بالگرد حامل ایشان در موگادیشو جان خود را از دست دادند و یک نفر به اسارت گرفته شد (همانگونه که در فیلم سقوط شاهین سیاه ساخته ریدلی اسکات به تصویر کشیده شده‌است) و در مقابل ۱۰۰۰ نیروی شبه‌نظامی سومالیایی کشته شدند.
سازمان ملل در عملیات سپر اتحاد که در مورخه ۳ مارس سال ۱۹۹۵ انجام گردید، ناچار از عقب‌نشینی شد. در این عملیات نیروهای سازمان ملل متحمل خساراتی سنگین گردیدند ولی هنوز نقش دولت اعاده نشده بود.
اما یک تجزیه دیگر در سومالی و در مناطق شمال شرق رخ داد. ایالت خود مختار پس از اعلام استقلال «موقت» در سال ۱۹۹۸ نام پانت لند را بخود اختصاص داد. البته این ایالت از قصد خود برای شرکت در هر نوع دولت آشتی در سومالی بجهت تشکیل یک دولت جدید مرکزی خبر داد. این نکته شایان ذکر است که این ایالت به‌دنبال تجزیه دائم از خاک سومالی نبود.
سومین تجزیه در ژوئیه ۲۰۰۶ با اعلام استقلال ایالت جوبالند اتفاق افتاد. هم‌اکنون منطقه جوبالند استقلال و حکومت مردمی خود را اعلام نموده‌است. سرهنگ باره عادن شیر هیراله، رئیس تشکیلات اتحاد دره جوبا دوکسادا جوبا قدرتمندترین رهبر منطقه محسوب می‌گردد. در این بخش نیز این دولت محلی خواستار خود مختاری کامل نیست.
چهارمین حکومت خود – اظهار برهبری ارتش مقاومت راهانویان (آر آر‌ای) در سال ۱۹۹۹ به وجود آمد. این اعلام استقلال «موقت» در سال ۲۰۰۲ مجدداً اعلام گردید که به ایجاد حکومت خود مختار غیررسمی منطقه جنوب غربی سومالی، انجامید. آر آر‌ای از ابتدا اقدام به تشکیل تشکیلات خود مختاری در مناطق بای و باکول جنوب و مرکز سومالی در سال ۱۹۹۹ نموده بود.
سومالی یکی از کشورهای متعددی بود که مورد هجوم امواج سونامی قرار گرفت که به‌دنبال زلزله سال ۲۰۰۴ اقیانوس هند ایجاد، سواحل اقیانوس هند را در هم کوبیده، تمام روستاها را از بین برده و ۳۰۰ کشته بر جای گذارد.
یک درگیری به منظور برکناری نظامیان در مه ۲۰۰۶ اتفاق افتاد. طرفین این درگیری عبارت بودند از اتحاد نظامیان مورد حمایت سی.آی.ای. موگادیشو که با نام اتحاد برای برگشت صلح و عملیات ضد تروریستی یا «ای آر پی سی تی فعالیت می‌نمودند از یک سو و یک گروه شبه‌نظامی وابسته به اتحاد دادگاه‌های اسلامی موسوم به» یو آی سی" از سوی دیگر. این درگیری در اواسط فوریه آغاز گردید. چند صد نفر از مردم که اکثر آنان را غیرنظامیان تشکیل می‌دادند در جریان آتشباری توپخانه جان خود را از دست دادند. شهروندان موگادیشو از این درگیری به عنوان سخت‌ترین درگیری در زمانی بیش از یک دهه بی‌قانونی یاد می‌کنند. اسلام گرایان ایالات متحده را متهم به حمایت مالی از نظامیان توسط سازمان اطلاعات مرکزی و در جهت جلوگیری از بقدرت رسیدن اسلام گرایان، نمودند. وزارت امور خارجه ایالات متحده، در عین حالی که نه این اتهام را پذیرفته و نه آن را رد نمود، اعلام کرد که ایالات متحده هیچ اقدامی در جهت نقض تحریم بین‌المللی تسلیحات سومالی انجام نداده‌است. به هرحال گزارش‌هایی از چند نامه الکترونیکی که به توضیح عملیات سری برخی شرکت‌های نظامی در راستای نقض قوانین سازمان ملل متحد پرداخته بودند، واصل گردید
سازمان ملل اقدام به وضع تحریم نظامی سومالی نمود ولی برخی ادعا می‌نمایند که ایالات متحده قوانین بین‌المللی را با حمایت رهبران نظامی موگادیشو، نقض کرده‌است.

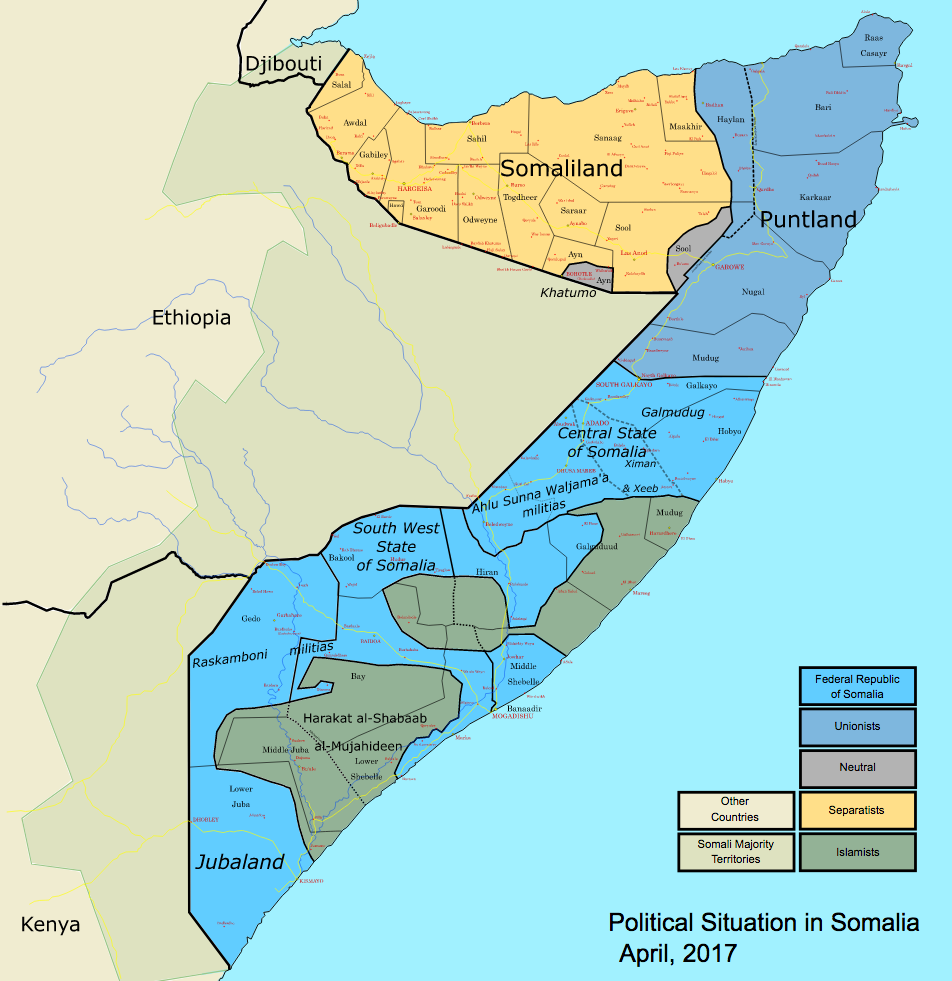
نقشه سیاسی سومالی

عبداللهی یوسف، رئیس‌جمهور حکومت انتقالی سومالی به بی‌بی‌سی گفت که علی‌رغم اشغال بعضی از مناصب کابینه از سوی نظامیان، ائتلاف نظامیان به طرفیت از سوی دولت موقت نمی‌جنگند. چهار نظامی قدرتمند که به عنوان وزیر کابینه فعالیت می‌نمودند، از خدمت اخراج شدند.
در تاریخ ۵ ژوئن سال ۲۰۰۶ گروه شبه‌نظامی اسلامی ادعا نمود که کنترل کل شهر موگادیشو را در اختیار گرفته‌است. در تاریخ ۵ ژوئن سال ۲۰۰۶ آخرین استحکامات‌ای آر پی سی تی در مناطق جنوبی سومالی، شهر جوهار، با مقاومتی کم در اختیار یو آی سی قرار گرفت. در واقع ائتلاف نظامیان به صورت اثرگذار از هم پاشیده شد.
دولت موقت درخواست مداخله یک نیروی حافظ صلح منطقه‌ای شرق آفریقا را نمود. رهبران یو آی سی با این درخواست مخالفت نموده و در یک مراسم رسمی اتحادیه آفریقا که در مورخه ۹ سپتامبر سال ۲۰۰۶ در لیبی برگزار گردید، به رایزنی با کشورهای عضو اتحادیه آفریقا (ای یو) بر سر ترک طرح‌های ارسال نیروی‌های حافظ صلح به سومالی، پرداختند. گروه‌های اسلامی به‌طور قاطع با حضور سربازان خارجی در سومالی مخالفند-؛ خصوصاً نیروهای اتیوپیائی.
در سال‌های ۷۸–۱۹۷۷ جنگی سخت بین سومالی و اتیوپی برسر استان اوگادن سومالی درگرفت که دستور آغاز آن توسط اتیوپی صادر گشته و دلیل آن نیز تجزیه سرزمین‌های سومالی در نیمه اول قرن بیستم ذکر شد. همچنین بسیاری ادعا کردند که اتیوپی، با سابقه طولانی امپراتوری، قصد فرمانروائی با واسطه بر سومالی را دارد.
گروه شبه‌نظامی اسلامی که یو آی سی را حمایت می‌کردند به‌طور مستمر کنترل اکثر مناطق نیمه جنوبی سومالی را به صورت عادی از طریق مذاکره با سران اقوام محلی و نه با استفاده از زور، برعهده گرفت. مواضع اسلام گرایان در خصوص شهر بایدوا که مرکز دولت در آن قرار داشته و اتیوپی نیز اعلام کرده بود که در صورت تهدید آن را را مورد حمایت قرار خواهد داد، به صورت شفاف بیان گردید. لکن در مورخه ۲۵ سپتامبر سال ۲۰۰۶، یو آی سی به سمت بندر جنوبی کیس مایو یعنی آخرین بندر تحت کنترل دولت حرکت نمود.
در روز چهار شنبه ۱ نوامبر سال ۲۰۰۶ مذاکرات صلح بین دولت موقت که از سوی سازمان ملل شناخته شده در شمال از یک سو و اسلام گرایان جنوب معلق گردید. بسیاری از مقامات از جنگ داخلی هراس داشتند. در این میان،
اتیوپی و نیروهای رقیب اریتره‌ای نیز از گروه‌های متخاصم در جنگ قدرت و بن‌بست سیاسی بین دولت موقت تعیین شده و گروه محبوب یو آی سی حمایت می‌کردند.

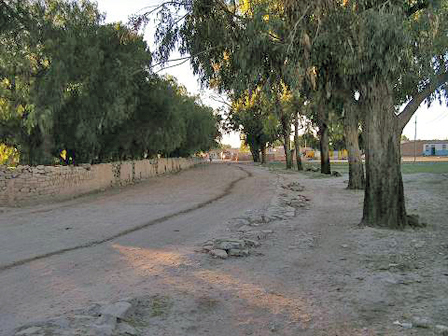
Pathway in old Erigavo.

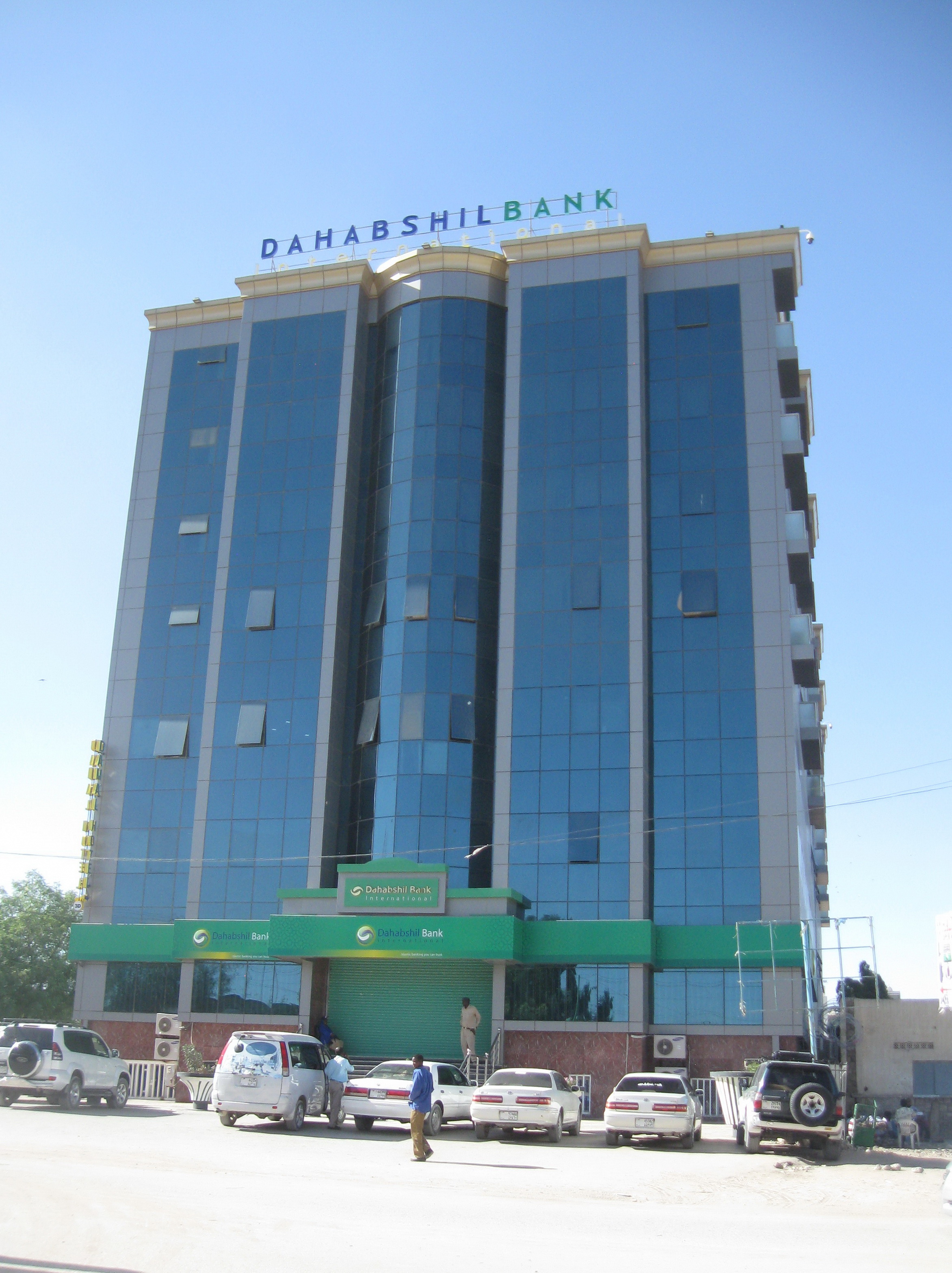
The Dahabshiil in هرجیسا.

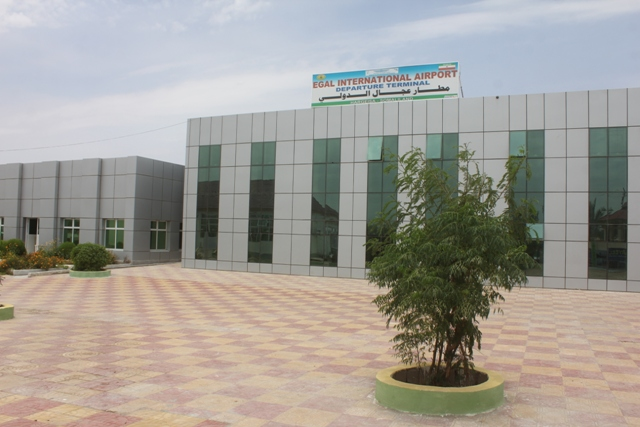
فرودگاه بین‌المللی هارگیسا در هارگیسا.

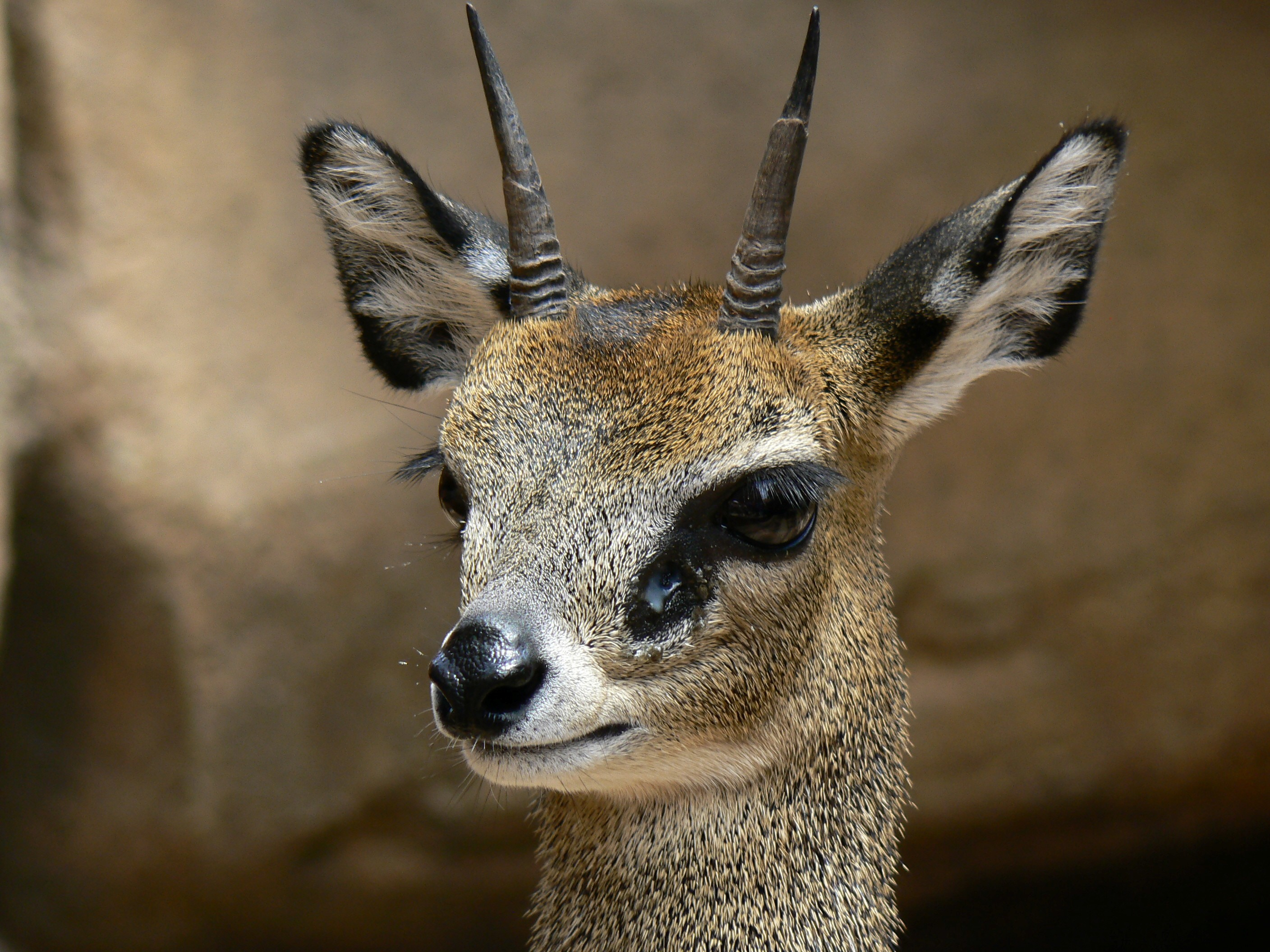
Head details

## سیاست

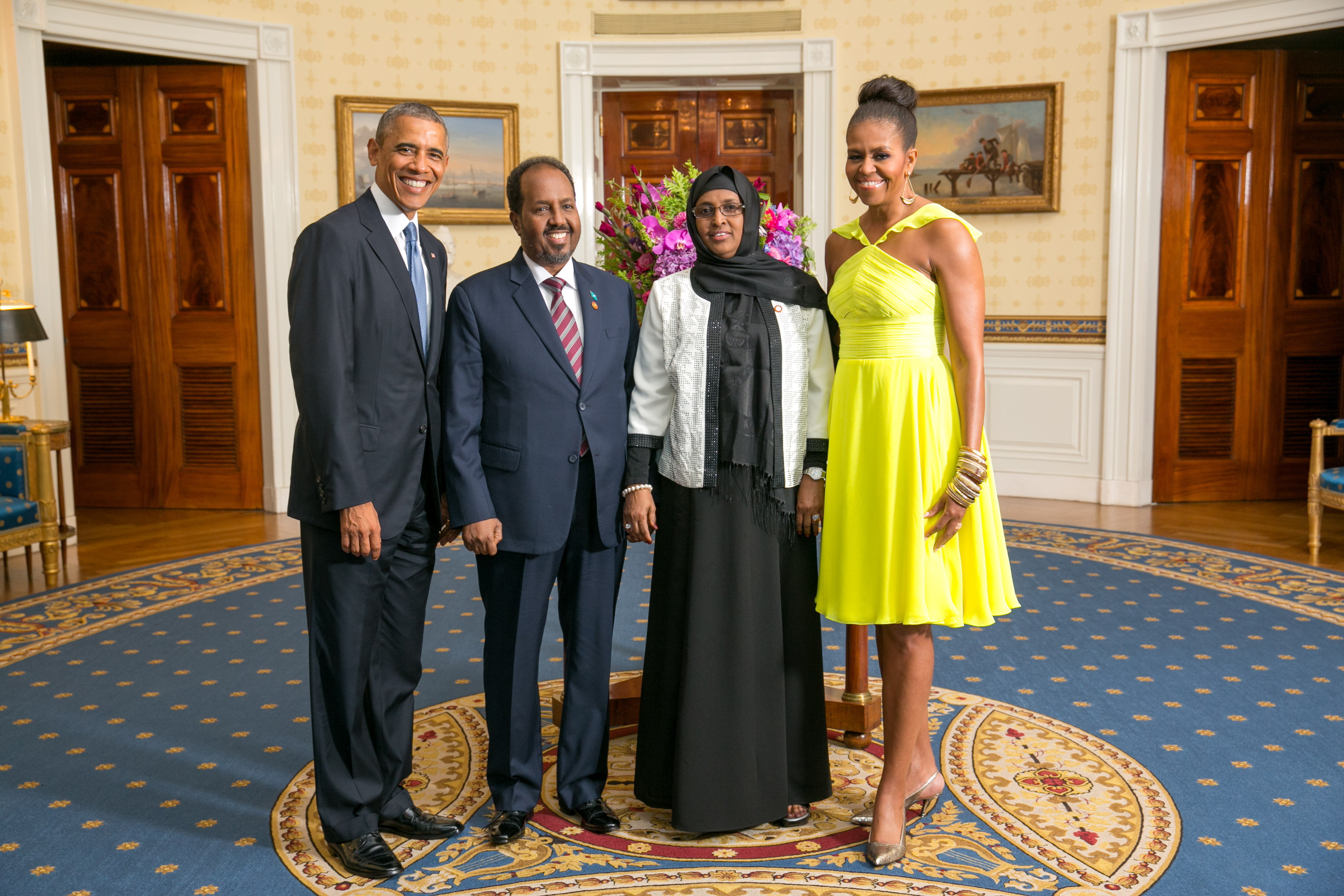
حسن شیخ محمود رئیس‌جمهور سومالی همراه با همسر خود میان باراک و میشل اوباما

سومالی به خاطر توهین به رئیس جمهورشان درخواست جدایی روابط از کشور ایران را در سال ۱۳۹۳ داد.
سومالی ۱۷ دی ۱۳۹۴، روابطش با ایران را قطع کرد.
برغم داشتن دولتی شناخته شده توسط سازمان‌های بین‌المللی در شهر بایدوا، سومالی از سال ۱۹۹۱ فاقد دولت ملی اثرگذار بوده‌است. این سازمان یا دولت که با نام «دولت انتقالی ملی» خوانده می‌شود تنها کنترل بایدوا را در اختیار داشته و از نظر بیشتر مردم سومالی از وجاهت قانونی برخوردار نیست. دولت موقت در خارج از کشور و توسط نیروهایی که به صورت تاریخی با منافع ملی سومالی در تضاد بوده‌اند، مانند اتیوپی و کشورهای مختلف آفریقائی که سعی در محدودسازی اندازه و عمق توسعه سومالی و دست‌اندازی نهائی بر سرزمین‌های اشغالی این کشور را داشته‌اند، تعیین شده‌است.
از سال ۱۹۹۱ چند قبیله در شمال این کشور با نام سومالی‌لند اعلام استقلال کرده‌اند.
در نواحی شمال غرب، جمهوری تبعیدی سومالی‌لند وجود دارد که استقلال خود را در سال ۱۹۹۱ اعلام نموده‌است. این ناحیه خودگردان علی‌رغم آنکه نسبت به مناطق جنوب و شمال شرق، ثبات و دمکراسی نسبی خود را حفظ نموده‌است، ولی از جانب جامعه بین‌المللی شناخته شده نیست. پانت لند در نواحی شمال شرق خودگردانی خود را در سال ۱۹۹۸ اظهار نمود؛ ولی علی‌رغم آنکه رئیس‌جمهور اسبق پانت لند هم‌اکنون ریاست جمهوری دولت بایدوا را برعهده داشته و پانت لند نیز از نظر مساعد خود در اشتراک در حکومت متحد تئوریک آینده خبر داده‌است، تا به حال از یکی شدن با دولت موقت خودداری نموده‌است.

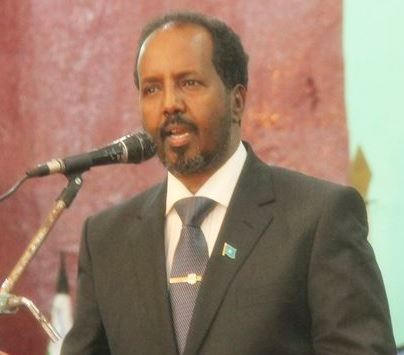
حسن شیخ محمود، رئیس‌جمهور سومالی می‌باشد.

در مناطق جنوب شرق داخلی، ایالات جوبالند و سومالی جنوب غرب به دولت بایدوا پیوسته‌اند و رهبران آن‌ها از اعضای پارلمان بایدوا هستند. نیمه دیگر کشور با دارا بودن بخش زیادی از جمعیت کشور تحت کنترل اتحاد دادگاه‌های اسلامی قرار داشته و این شورا بر شهرهای راهبردی موگادیشو، و از ۲۴ سپتامبر سال ۲۰۰۶ کیسمایو احاطه دارد.
رهبری این شورا بر عهده شیخ شریف شیخ احمد است. در پاسخ به این سؤال که آیا یو آی سی در نظر دارد که کنترل خود را بر سایر مناطق سومالی گسترش دهد یا خیر، شیخ احمد در یک مصاحبه این‌گونه اظهار داشت:
 «زمین در اولویت اول ما قرار ندارد. اولویت ما آسایش مردم، احترام به شخصیت آن‌ها و اینکه بتوانند در آزادی زندگی کرده و حق تعیین سرنوشت خود را دارا باشند، است. این موارد اولویت‌های ما هستند. حق تقدم در زمین نیست؛ مردم برای ما اهمیت دارند.»

در تاریخ ۱۴ اکتبر سال ۲۰۰۴، اعضای پارلمان سومالی یک فرد نظامی بنام عبداللهی یوسف رئیس‌جمهور اسبق پانت لند را به عنوان رئیس‌جمهور آتی کشور انتخاب نمودند. نظر به وضعیت موگادیشو، انتخابات در یک ورزشگاه در نایروبی، کنیا برگزار گردید. یوسف توسط پارلمان موقت سومالی به عنوان رئیس‌جمهور دولت موقت انتخاب شد. او موفق شد از ۲۷۵ رأی پارلمان، ۱۸۹ رأی را بخود اختصاص دهد. جلسه پارلمان نیز در کشور همسایه یعنی کنیا برگزار شد. دولت یوسف از سوی اکثر کشورهای غربی قانونی شمرده شد. اگرچه حاکمیت واقعی او با توجه به تاریخچه نظامی‌گری وی و اینکه در جنگ داخلی که باعث از بین رفتن سومالی گردید، دست داشته مورد سؤال است.
بسیاری از سازمان‌های سیاسی دیگر که برخی از آنان اساسی قومی دارند نیز در سومالی وجود دارند، تلاش برخی دیگر نیز رهاسازی سومالی از سیاست‌ها قومی است (مانند جبهه اتحاد سومالی). خیلی از این سازمان‌ها بعد از وقوع جنگ داخلی به وجود آمدند.

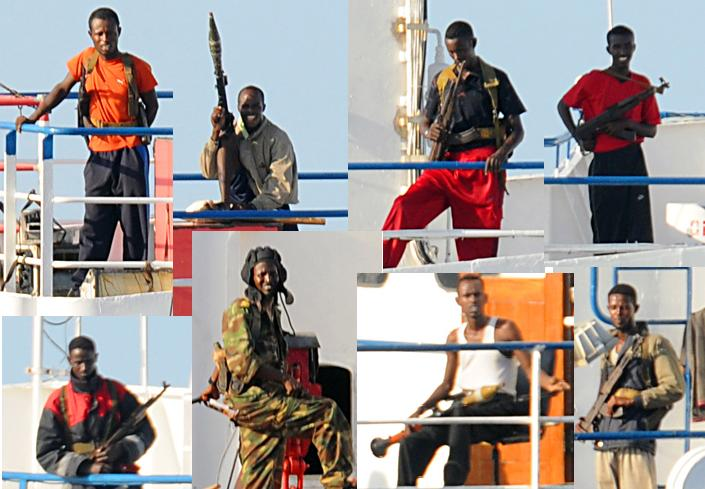
دزدان دریایی سومالی

در هر صورت، از اواخر سال ۲۰۰۶، «دولت موقت ملی» تنها کنترل بخش نسبتاً کوچکی از کشور را برعهده داشته‌است. به اعتقاد برخی نظرات، کنترل این دولت بسختی از مرزهای بایدوا پایتخت فراتر رفته‌است. در کل، وضعیت سیاسی ناپایداری بر کشور حاکم بوده‌است؛ به عنوان مثال، در تاریخ ۱۸ سپتامبر سال ۲۰۰۶، عبداللهی یوسف بسختی از حمله‌ای انتحاری که به کاروان وی شد، جان سالم بدر برد. اگرچه در این حمله دوازده نفر دیگر کشته شدند.

## جغرافیا

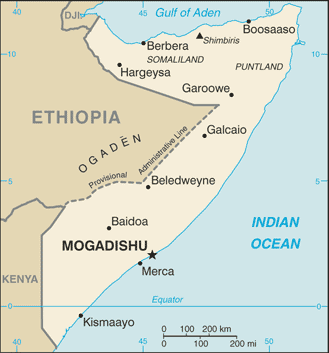

سومالی در سواحل شرق قاره آفریقا و بروی خط استوا و قسمت شمالی آن بین خلیج عدن در قسمت شمال و اقیانوس هند در شرق واقع شده‌است. این کشور به همراه اتیوپی و جیبوتی را معمولاً به عنوان شاخ آفریقا مورد اشاره قرار می‌دهند. مرزهای سومالی در شمال غرب به جیبوتی، در غرب به اتیوپی و در جنوب غرب به کنیا محدود می‌گردد. سومالی از مستعمره پیشین ایتالیا، معروف به سومالی‌لند تحت قیمومیت ایتالیا، و مستعمره پیشین انگلستان، یعنی سومالی‌لند تحت‌الحمایه انگلستان (که هم‌اکنون در پی شناخت استقلال خویش توسط جامعه جهانی است) تشکیل شده‌است. طول خط ساحلی سومالی ۳۰۲۵ کیلومتر است که بیشترین ساحل در بین کشورهای آفریقایی بحساب می‌آید.
سومالی با دارا بودن وسعتی برابر با ۶۳۷۶۵۷ کیلومتر مربع، چهل و دومین کشور بزرگ دنیا پس از افغانستان است. اندازه این کشور قابل مقایسه با جمهوری آفریقای مرکزی و به‌نوعی کوچک‌تر از ایالت تگزاس در ایالات متحده است.

## پایتخت

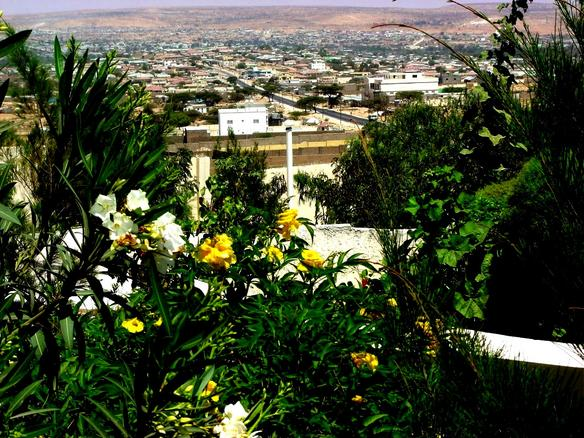
نمایی از هارگیسا،سومالی

از موگادیشو، به همراه دیگر نواحی سومالی پیشین، به عنوان نمونه‌ای دارای رژیم سرمایه هرج و مرج یاد می‌شود. علی‌رغم بی‌قانونی، موگادیشو در زمینه ارتباطات و اینترنت در شرق آفریقا سرآمد است. در این شهر یک شبکه نوین ارتباطی ایجاد و توسعه یافته‌است که شامل سامانه‌های تلفن سلولی محلی با اتصالات بین‌المللی ماهواره‌ای می‌گردد. عدم وجود سامانه فراگیر اخذ مالیات باعث برخورداری شبکه ارتباطی این کشور از قیمت هائی نازل گردیده که در سراسر قاره آفریقا قابل رقابت نیستند. کافی نت‌های بسیار زیادی در این کشور به وجود آمده‌اند و علاوه بر آن دو شبکه تلویزیونی و یک فراهم‌کننده سرویس اینترنت نیز به فعالیت مشغول هستند.

## تقسیمات کشوری
سومالی به هجده بخش مناطق («گوبولوداً، مفرد»گوبول") تقسیم می‌شود که هر منطقه نیز به مناطقی زیر مجموعه بنام نواحی تقسیم شده‌اند.

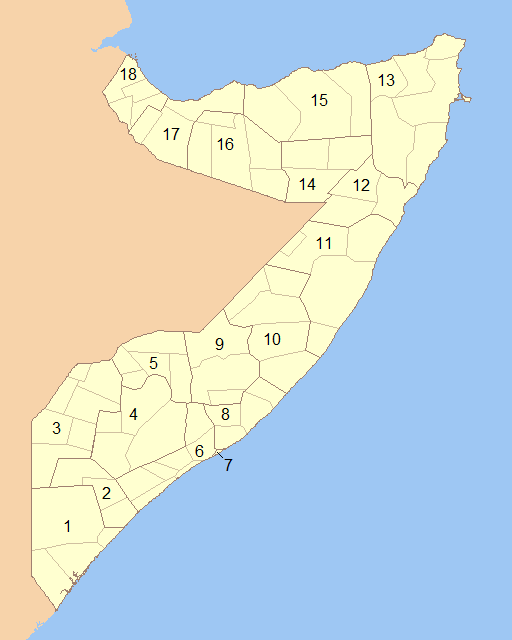

مناطق عبارتند از:

۱ آودال
۲ باکول
۳ بنادیر
۴ باری
۵ بای
۶ گالگودوود
۷ جدو
۸ هیرران
۹ جوبادا ذکسه
۱۰ جوبادا هووز
۱۱ ماداگ
۱۲ ناگال
۱۳ ساناگ
۱۴ شابیل لاها ذکسه
۱۵ شابیل لاها هووز
۱۶ سوول
۱۷ تاگدهییر
۱۸ وکوویا گالبید

## آب و هوا

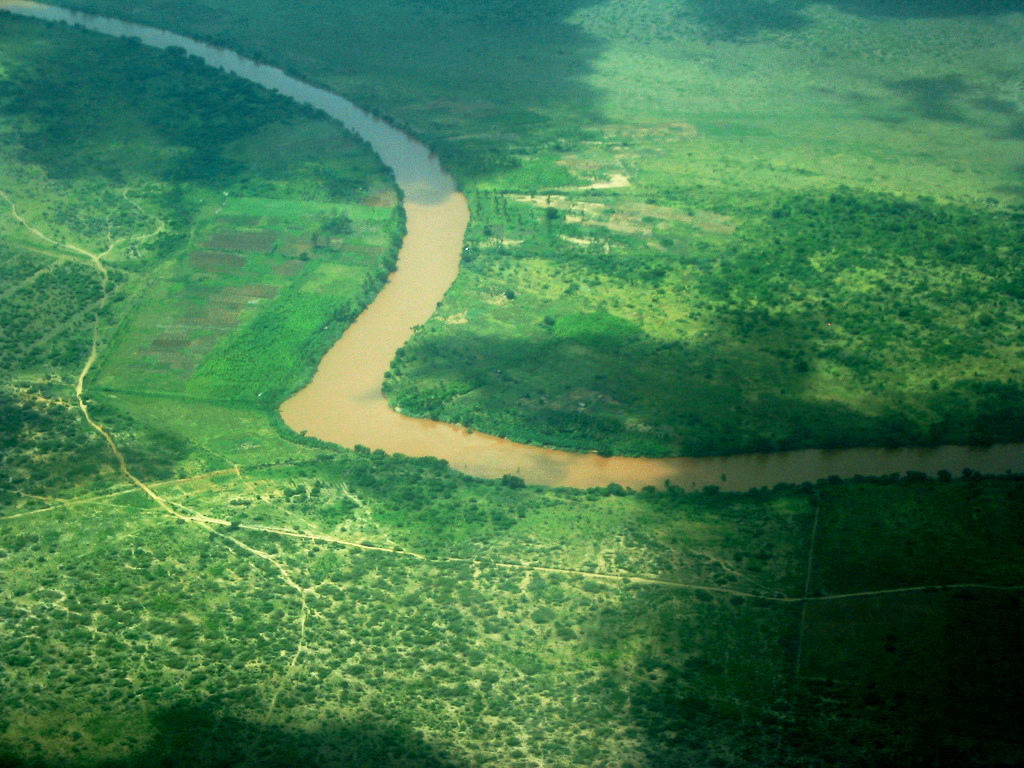
رود جوبا

بخش شمالی کشور دارای تپه‌های زیاد بوده و ارتفاع بسیاری از مناطق از سطح دریا از ۹۰۰ تا ۲۱۰۰ متر در نوسان است. نواحی مرکزی و جنوبی مسطح بوده و ارتفاع متوسط آن کمتر از ۱۸۰ متر می‌باشد. رودخانه‌های جوبا و شابله از اتیوپی سرچشمه گرفته و در طول کشور به سمت جنوب و اقیانوس هند جاری می‌باشند. البته رود شابله بجز در فصول پر باران به دریا نمی‌رسد.
عوامل اصلی آب و هوائی این کشور عبارتند از آب وهوای گرم درسراسر سال، بادهای موسمی فصلی و باران‌های نامنظّم که باعث بروز خشکسالی‌های تکرار شونده می‌گردند. متوسط حداکثر دمای روزانه از ۳۰ تا ۴۰ درجه سانتیگراد (۱۰۵–۸۵ فارنهایت) می‌باشد که استثنای آن مناطق مرتفع و در امتداد خط ساحلی شرق است. متوسط حداقل دمای روزانه از حدود ۱۵ تا ۳۰ درجه سانتیگراد (۸۵–۶۰ فارنهایت) می‌باشد. وجود بادهای موسمی جنوب غرب، یک نسیم دریائی، باعث می‌شود که دوره زمانی بین ماه‌های می تا اکتبر ملایمترین فصل موگادیشو به‌شمار آید. دورهٔ دسامبر تا فوریه نیز با وجود بادهای موسمی جنوب شرق، هوای نسبتاً ملایمی دارد، اگرچه وضعیت‌های آب و هوائی جاری در موگادیشو به ندرت دلپذیر می‌باشند. دورهٔ زمانی «تنگامبیلی» که در بین دو فصل موسمی (اکتبر – نوامبر و مارس – می) قرار دارد، دوره‌ای گرم و مرطوب به‌شمار می‌آید.

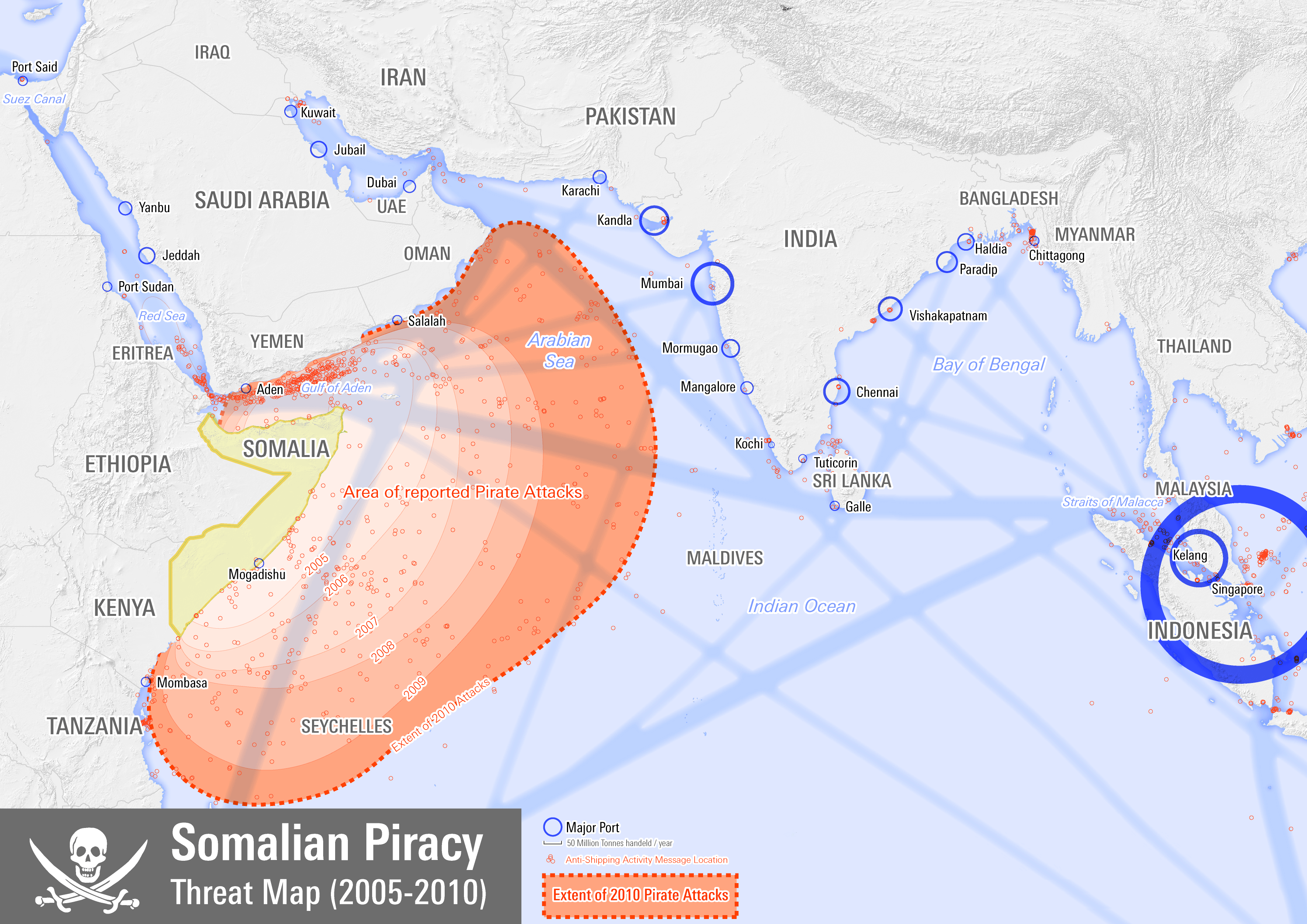
نقشه مناطق خطرناک که زیرکنترل دزدان دریایی سومالی است (۲۰۰۵–۲۰۱۰).

## اقتصاد
از زمان فروپاشی دولت، سومالی از آنچه محمد زیاد باره آن را «سوسیالیسم علمی» می‌خواند به یک اقتصاد بازار آزاد تبدیل شده‌است.

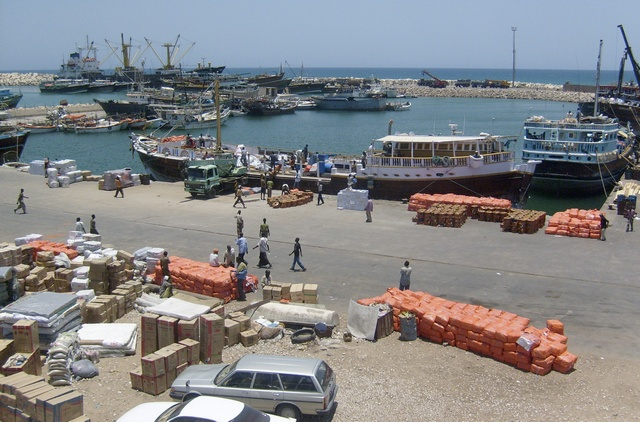
بندر بوساسو

سومالی به دلیل مسامحه «جامعه جهانی» بصراحت رشد و نمو یافت. در سومالی "همین نبود دولت به پرورش یک نوع روش عجیب آفریقائی کمک نمود – بخش تجاری کارآ و قابل اتکاء که در ملاء عام کنترل مقامات فاسد بر خود را آشکار نمی‌نمود. سازماندهی صنایع ارتباطات، ترابری و شرکت‌های کشتیرانی در جهت ارائه خدمت به بخش خصوصی آزاد می‌باشد. کافی نت‌ها در موگادیشو رشد زیادی داشته‌اند. شرکت‌های خصوصی امنیتی به بازرگانان در حفظ سرمایه‌ها و دارایی‌های ایشان خدمات ارائه می‌نمایند.
تحقیق اخیر بانک جهانی به این امر اذعان دارد که: «سومالی در خصوص اعلام نرخ‌های شدید فقر اغراق نموده و در برخی موارد از زیر ساخت هائی مناسب تر از کشورهای ثروتمندتر آفریقا، برخوردار است.» دلیل مسلم این امر آنست که این بانک با دولت مرکزی تحت حمایت یارانه‌ای خود، در چپاول ثروت ملی، همزبان نگشته‌است.
کشاورزی مهم‌ترین بخش فعالیت‌های اقتصادی بوده و حدود ۴۰٪ درآمد سرانه و حدود ۶۵٪ درآمد صادراتی را بخود اختصاص می‌دهد. اقوام ایلیاتی و شبه ایلیاتی کوچ‌نشین که برای ادامه حیات به دام‌های خود وابسته هستند نیز بخش عمده‌ای از جمعیت کشور را تشکیل می‌دهند. پس از دام، موز دیگر قلم صادراتی مهم کشور است؛ شکر، ذرت خوشه‌ای، ذرت و ماهی اقلام تولیدی برای مصرف داخلی هستند. بخش صنعتی کوچک کشور که در رشته پردازش فراورده‌های کشاورزی فعالیت می‌کند، ۱۰٪ درآمد سرانه را ایجاد می‌نماید.

## بهداشت
سومالی یکی از بالاترین درصدهای مرگ و میر کودکان جهان را داراست. ۱۰٪ کودکان در هنگام تولد و ۲۵٪ از آندسته که در هنگام تولد جان سالم بدر می‌برند قبل از رسیدن به پنج سالگی از دنیا می‌روند؛ ولی از سوی دیگر، سومالی از لحاظ مبتلایان به ویروس اچ آی وی / ایدز کمترین درصد در آفریقا و جهان را داراست.
در سومالی – که از زمان آغاز جنگ داخلی و بمدت ۱۴ سال در انزوا بوده و دارای جمعیت مذهبی مسلمان نیز است – نرخ این بیماری در حد یک و نیم تا ۲ درصد کل جمعیت بزرگسال است.
«تصویر سومالی در دنیای خارج به دلیل تمایل طبیعی رسانه‌های خارجی به تمرکز بر خبرهای بد، تحریف گشته‌است» دلیل دیگر این امر آنست که «صلح بر اکثر نقاط کشور حاکمیت داشته» و آنکه «در نتیجه اینکه دولت‌های منطقه‌ای و محلی قابلیت ادامه کار در زمینه‌های مختلف زیاد را داشته‌اند.» این مقاله به نقل از عمر موهالیم موحامود، سفیر سومالی در واشینگتن این‌گونه می‌آورد که «اهالی سومالی خود را مردمی آزاد می‌دانند. به‌نظر آنان، معنای دولت ثبت کردن، قانونگذاری و محدودیت‌گذاری می‌باشد» استناد آنان به این تعصب بر اثر فرهنگ کوچ نشینی و تجارب نامناسب از رژیم باره و در تضاد با دولت مرکزی جدید است. این مقاله با ذکر این مطلب بپایان می‌برد که: «سومالی تنها در صورت قرار گرفتن اجزای این پیچیدگی در جای مناسب خود، قادر به مقابله با مشکلات روزافزون مادی و اجتماعی خود خواهد بود.»
«علیرغم بی‌نظمی و آشفتگی آشکار، بخش خدماتی سومالی به حیات و رشد خود ادامه داده‌است. در بازار اصلی موگادیشو انواع محصولات از مواد غذائی تا جدیدترین وسایل الکترونیکی عرضه می‌گردد. هتل‌ها به فعالیت خود ادامه داده و شبه‌نظامیان امنیت را تأمین می‌کنند.»
ساختارهای زیر بنائی مانند جاده‌ها از لحاظ کمیت با کشورهای همسایه یکسان ولی از کیفیتی بسیار پایین‌تر برخوردار هستند. بر اساس یک گزارش بانک جهانی ساخت جاده برای بخش خصوصی به دلیل هزینه‌های بالای اجرائی و اینکه آن‌هایی که پول جاده را می‌پردازند تنها کسانی نیستند که از آن استفاده می‌کنند، (ببینید مشکل مجانی سوارها) و از این جهت برگشت سرمایه را با مشکل روبرو می‌سازد، بسیار دشوار است. صنعت پررونق ارتباطات خصوصی بوده و به ارائه سرویس بیسیم و راه اندازی کافی نتها همت گمارده‌است. شرکت‌های رقیب در زمینه تلفن توافق کرده‌اند که استانداردهای اتصالات داخلی را رعایت نمایند. هزینه این امور از کمک‌های سازمان ملل متحد به انجمن ارتباطات سومالی تأمین شده‌است.
نیروی برق توسط موسسات اقتصادی بزرگی تأمین می‌گردد که اقدام به خرید مولدهای برق نموده و شهرها را به بخش‌های قابل کنترل تقسیم کرده‌اند. سازمان هواپیمائی ملی در سال ۱۹۸۹ و قبل از فروپاشی دولت، تنها یک فروند هواپیما در اختیار داشت. هم‌اکنون ناوگان هوائی کشور با دارا بودن حدود پانزده هواپیمای مسافربری و بیش از شصت هواپیما پروازهایی به شش مقصد بین‌المللی و تعداد بیشتری مقصد داخلی دارد. بر پایهٔ گزارش بانک جهانی، «هم‌اینک، حرفه خطوط خصوصی هوائی در سومالی با وجود رقابت‌های کاری و قیمت از سوی بیش از پنج شرکت ترابری و بازرگانی در حال رشد تلقی می‌شود.» مالک خطوط هوائی دااللو این‌گونه اظهار می‌دارد که «بعضی اوقات نداشتن دولت یک معضل و گاهی نیز یک امتیاز بحساب می‌آید،» از اینرو «فساد به دلیل نبود دولت یک مشکل به‌شمار نمی‌آید.»
همچنین وظیفه تأمین آب آشامیدنی برعهده بخش خصوصی است. به هر حال یک آمار مربوط به سال ۲۰۰۰ نشان می‌دهد که در آن سال تنها ۲۱ ٪ مردم به آب مطمئن و سالم دسترسی داشته‌اند. با فروپاشی دولت مرکزی، هم‌اکنون نظام آموزش کشور نیز در اختیار بخش خصوصی است. یک پژوهش بانک جهانی موید آنست که «افراد فروتن از آموزش سود می‌برند.» بر پایه آخرین اندازه‌گیری انجام شده در سال ۲۰۰۱، میزان ثبت نام‌های مدارس ابتدائی که ۱۷٪ بوده تقریباً نزدیک به سطح پیش از جنگ ارزیابی گردید. میزان ثبت نام در مدارس راهنمائی از سال ۱۹۹۸ افزایش یافت. به هر حال، تخمین زده می‌شود که میزان باسوادی افراد بزرگسال از ۲۴٪ در سال ۱۹۸۹ به ۱/۱۷٪ در سال ۲۰۰۱ کاهش یافته‌است."
یک تحقیق جدید تر در سال ۲۰۰۳ نشان داد که نرخ باسوادی به ۱۹٪ رشد یافته‌است.
در مقام مقایسه، میزان باسوادی در غرب آفریقا که منطقه‌ای ثروتمند تر است ۴۹٪ بوده و در سایر کشورهای همسایه ۳۵٪ است. جنگ سال ۱۹۹۱ باعث توقف کامل تحصیلات عالیه گردید ولیکن دانشگاه موگادیشو در سال ۱۹۹۸ بازگشائی و اولین دوره دانش‌آموختگی آن در سال ۲۰۰۱ برگزار شد. دانشگاه‌های دیگر نیز در شهرهای دیگر گشایش یافتند. علاوه بر وجوهی که از دانشجویان اخذ می‌شود، بخش بزرگ بودجه سامانه آموزشی از سوی نهادهای نیکوکاری اسلامی بین‌المللی مانند الاصلاح تأمین می‌شود.

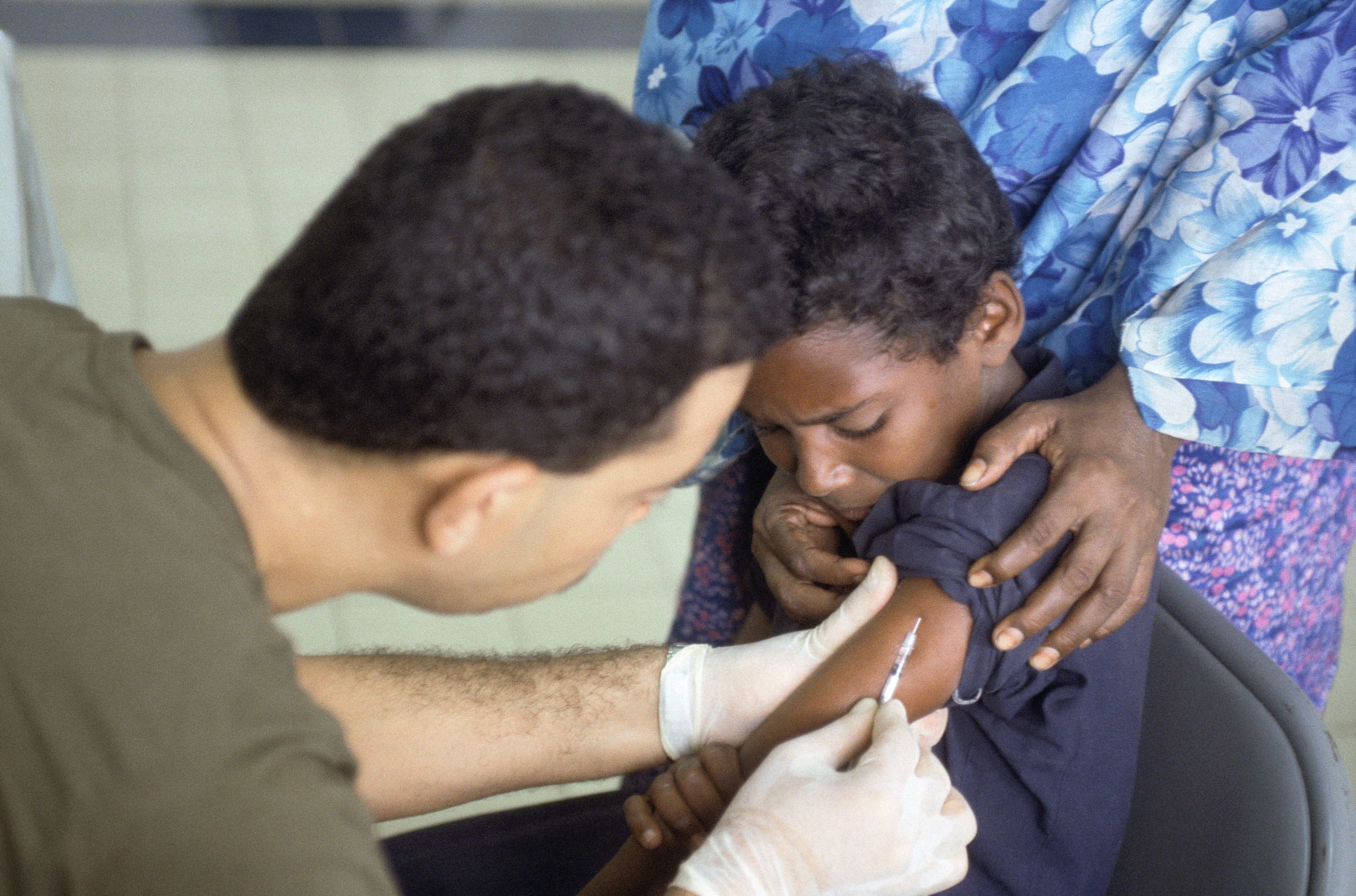

یک مشکل عمده که بر روی رشد اقتصادی تأثیر منفی دارد، عدم ثبات یا تصور وجود آن، است. برای انجام امر تجارت، لازم است که سطح معینی از امنیت وجود داشته باشد و از آن مهم‌تر می‌بایست یک دولت شناخته شده بین‌المللی نیز وجود داشته باشد که از رهبری‌های قومی سنتی، که در حال حاضر نیز کنترل امور در سومالی را در دست دارند، اطمینان بخش تر باشد. بهر حال، اخیراً سرمایه‌گذاران احساس راحتی بیشتری دارند؛ به عنوان مثال، یک کارخانه ساخت بطری‌های کوکاکولا در سال ۲۰۰۴ در موگادیشو احداث گردید.

## سرشماری جمعیت

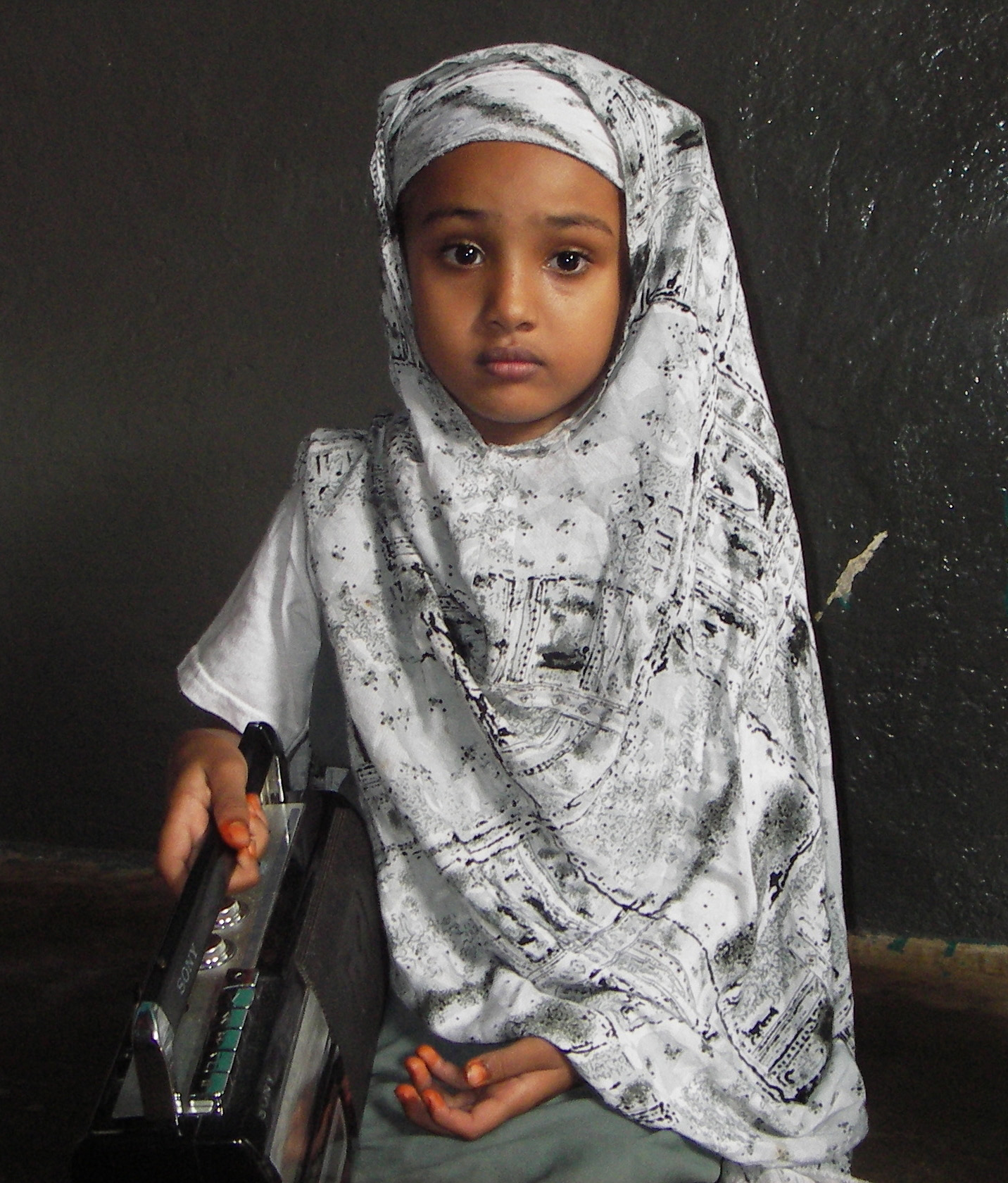

جمعیت سومالی بالغ بر حدود ۱۵٬۸۴۴٬۰۰۰ نفر است. اما تخمین در این زمینه به دلیل وضعیت سیاسی و از آن مهم‌تر طبیعت زندگی قومی در این کشور، بسیار دشوار است. آخرین آمارگیری نفوس در سال ۱۹۷۵ انجام شد. اکثر تحلیل گران خارجی از نتایج این آمارگیری بهره می‌جویند ولی سومالی کشوری است که در میان دیگر کشورهای آفریقا و جهان از رشدی سریع برخوردار است.
امروزه، حدود ۶۰٪ از کل جمعیت سومالی را اقوام کوچ‌نشین یا شبه کوچ‌نشین تشکیل می‌دهد که به نگهداری گله‌های حیوانات، شتر، گوسفند و بز اشتغال دارند. حدود ۲۵٪ جمعیت نیز کشاورزانی هستند به صورت عمده در مناطق بارور کشاورزی بین جوبا و شبله در جنوب سومالی زندگی می‌کنند. مابقی جمعیت کشور (۲۰٪ - ۱۵٪) نیز شهرنشین هستند.
به دلیل وجود جنگ داخلی، این کشور دارای اجتماع یهودیان پراکنده است که یکی از بزرگ‌ترین اجتماعات در سراسر قاره آفریقا محسوب می‌گردد. بیش از یک میلیون نفر سومالیایی در خارج از این کشور زندگی می‌کنند و این تعداد جدای از تعدادی است که در استان اوگادن واقع در شمال شرق کنیا و دیجیبوتی ساکن هستند، است.

### مراکز شیعه‌ها
- بنیاد خیریه خدمات اجتماعی المنتظر (ع): در سال ۱۹۸۶ در شهر موگادیشو تأسیس
- مجلس اعلای اهل بیت (ع)
- جمعیت الاحسان الخیریه[۲۲]

## زبان‌ها

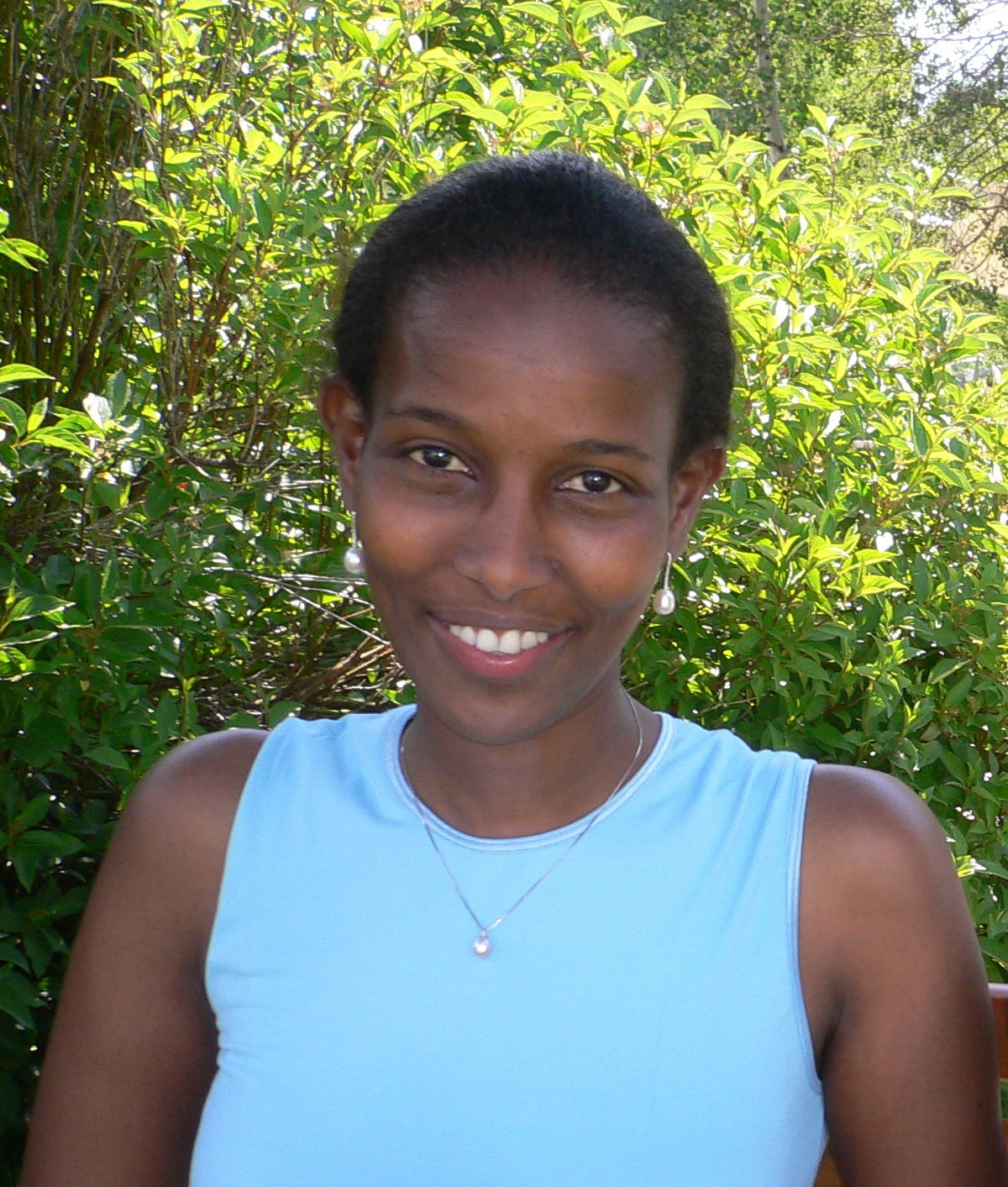
آیان حرصی علی نویسندهٔ سومالیایی

تقریباً تمام مردم به سومالی که زبان رسمی کشور است، صحبت می‌نمایند. اساس این استاندارد از لهجه هائی است که از استان ماداگ نشات گرفته‌اند.
تا سال ۱۹۷۳ یعنی زمانی‌که دستور کاربری یک استاندارد یک‌دست با استفاده از الفبای لاتین توسط شورای عالی انقلاب (اس آر سی) صادر گشت، زبان سومالیایی به‌طور گسترده در نوشتار مورد استفاده قرار نمی‌گرفت. امروزه زبان سومالیایی زبان مورد استفاده در نظام آموزش این کشور به‌شمار می‌رود. همچنین انگلیسی، ایتالیائی وعربی نیز کاربرد دارد. زبان سواحلی نیز وجود دارد که ریشهٔ آن عربی است.

## فرهنگ
- اسلام در سومالی
- موسیقی در سومالی

## ارتباطات
سامانه همگانی ارتباطات در سومالی تقریباً به‌طور کامل از بین رفته یا تکه‌تکه شده بود؛ به‌هرحال علی‌رغم (یا شاید به دلیل) عدم وجود دولت در سومالی، در بیشتر شهرهای عمده این کشور شرکت‌های خصوصی بیسیم وجود دارند که بنحوی کارآ و در مقایسه با کشورهای همسایه، به ارائه سرویسی مطلوب می‌پردازند. سومالی در بین تمام کشورهای آفریقائی دارای ارزانترین هزینه تماس‌های موبایل بوده و برخی از شرکت‌ها مبلغی کمتر از یک سنت را برای هر دقیقه مکالمه مطالبه می‌کنند. («ارتباطات تلفنی در سومالی هرج ومرج زده در حال رشد می‌باشد»)
شرکت هائی که در زمینه ارائه سرویس‌های ارتباطی فعالیت دارند عبارتند از:
- گولیس تلکام
- سام تل
- گالکوم
- شرکت گلوبال اینترنت
- هور موود
- تلکام
- نیشن لینک
- نت کو
- اس تی جی
- دهاب شییل

### دولت
- وبگاه رسمی دولت فدرال سومالی

### اخبار
| - سومالی: ائتلاف شبه نظامیان ضد تروریست به دادگاه‌های اسلامی واگذار گردید. - مالاریا باعث مرگ ده‌ها نفر در منطقه گیدو سومالی گردید. - هنیاس اقدام به کشتار مردم در سومالی لند نمود - لینک‌های ارائه دهنده اخبار | - آزادی بین‌المللی تبادل افکار: سومالی - سومالی وارد وضعیت انقلابی گردید - اسلام گرایان سومالی به نهضت خود و عزم اتخاذ روش دیپلماتیک ادامه می‌دهند |  |

### اقتصاد
- هرج ومرج و نوآوری: بخش خصوصی سومالی چطور با دولت کنار می‌آید؟

### اطلاعات عمومی
| - پروژه حذف طبقه‌بندی کنوکو-سومالی توسط پروفسور کیت ییرمن، کالج داپیج - جلوه کشورها در اخبار بی‌بی‌سی: سومالی - اخبار مفسرانه بی‌بی‌سی – سومالی: آشکار شدن از میان ویرانه ها؟ - سومالی: نه دولت، نه صلح - حالت سومالی غیر ایدئال ایالات متحده | - پروژه دایرکتوری باز– سومالی، بخش دایرکتوری - شبکه‌های سیاره‌ای سومالی - آرشیو دیجیتالی سی بی‌سی – امور مربوط به سومالی - ایستگاه رادیوئی اف ام پر طرفدار در موگادیشو - اخبار و گفتگو |  |

### یونسکو
- دفتر نایروبی یونسکو به مورد اچ آی وی / ایدز در سومالی می‌پردازد
- دفتر نایروبی یونسکو به مورد آموزش در سومالی می‌پردازد
- سومالی